# Soroptimist International Österreichische Union
Soroptimist International Österreich ist die österreichische Organisation von Soroptimist International (SI). Soroptimist International ist die weltweit größte Service-Organisation berufstätiger Frauen und engagiert sich gesellschaftspolitisch für die Besserstellung von Frauen und Mädchen. In der Österreichischen Union sind 61 Clubs mit ca. 2.000 Mitgliedern vereint – Stand 2024. In Österreich gibt es auch eine Jugendorganisation: Juvenilia. In den vier Juvenilia-Clubs treffen einander weibliche Jugendliche, die ebenfalls die Werte und Ziele des Soroptimismus unterstützen.
Der Name Soroptimist leitet sich aus dem Lateinischen „Sorores optimae“ ab und bedeutet frei übersetzt „Schwestern, die das beste wollen“, ein Anspruch, den die Mitglieder an sich selbst stellen. Die Mitglieder arbeiten alle ehrenamtlich und freiwillig, sind religiös und politisch unabhängig.
Mitglieder der Soroptimist-Clubs, „Clubschwestern“, „Soroptimistinnen“ oder „Sorores“ genannt, sind berufstätige Frauen aus den unterschiedlichsten Berufsgruppen.

## Geschichte

### Geschichtliche Entwicklung vor 1929
Nachdem 1921 der erste soroptimistische Club in Kalifornien gegründet worden war, brachte 1924 die plastische Chirurgin Suzanne Noël diese Idee nach Europa. Sie gründete neben einem Club in ihrer Heimatstadt Paris und durch ihre beruflichen Kontakte und Fachvorträge auch zehn weitere Clubs in Europa und wurde erste Föderationspräsidentin.

### Die Jahre 1929–1938
Auf die Initiative von Suzanne Noël wurde als fünfter europäischer Club 1929 der erste österreichische Soroptimist-Club in Wien gegründet und ins Vereinsregister eingetragen. Er verstand sich als Zusammenschluss außergewöhnlicher berufstätiger Frauen. Sie trafen einander einmal im Monat zum Mittagessen und einmal zum Abendessen und hörten einen Vortrag einer ihrer Mitglieder über deren Spezialgebiet. Aus der Zeit der Gründung sind durch Nennung in der zeitgenössischen Presse knapp 30 Mitglieder namentlich bekannt.
Erste Präsidentin war Wilhelmine Löwenstein-Brill, eine bekannte Wiener Ärztin, Vizepräsidentin war Marianne Beth. Sie war die erste Frau, die als Gerichtsdolmetsch zugelassen wurde, sowie die erste Frau, die in die Anwaltsliste in Österreich eingetragen wurde. Universitätsprofessorin Charlotte Bühler war eine anerkannte Psychologin, Gertrud von Felsövany (geb. Löw) besaß und leitete die damals größte private Krankenanstalt Wiens. Cäcilie Ripper war die erste Patentanwältin Österreichs. Liane Zimbler arbeitete als selbstständige Architektin mit Büros in Wien und Prag und war die erste Frau, die die Ziviltechnikerprüfung in Österreich absolvierte. Nona Spiegel-Adolf war Chemikerin und Dozentin an der Universität Wien. Stella Kramrisch unterrichtete als Universitätsprofessorin für indische Kunst an der Universität Kalkutta. Auch verschiedene Künstlerinnen waren Gründungsmitglieder, darunter Gertrud Bodenwieser, die an der Staatsakademie für Musik und darstellende Kunst Wien den Ausdruckstanz etablierte und mit ihrer Truppe international gefragt und anerkannt war. Auch Rose Silberer, eine Schriftstellerin und Bildhauerin, Hansi Niese, eine damals sehr beliebte Schauspielerin und Operettensängerin, Emmy Heim, eine Konzertsängerin, und Louise Kartousch, eine Operettensängerin waren Mitglieder. Alice Schalek war als Kriegsberichterstatterin im Ersten Weltkrieg bekannt und arbeitete als Schriftstellerin und Weltreisende. Im Bereich Kunstgewerbe und Malerei waren Illy Kjaer und Tilly Klopfer tätig. Gusti Bondy kam aus der Schwerindustrie und leitete nach dem Tod ihres Mannes eine Schraubenfabrik in Simmering. Grete von Urbanitzky war Schriftstellerin, Publizistin und Mitgründerin der österreichischen Sektion des PEN-Clubs. Olga Ehrenhaft-Steindler war die erste promovierte Physikerin in Wien und gründete eine Handelsakademie und Realgymnasium für Mädchen. Hella Hofmann war Kunsthistorikerin, Kritikerin und Redakteurin der Zeitschrift „Österreichische Kunst“ sowie Mitgründerin der Volkshochschule. Jella Liebel unterrichtete an der Handelsakademie der Wiener Kaufmannschaft. Durch ihre Radioauftritte und Vorträge war Suzanne Mercier, eine französische Sprachlehrerin, bekannt. Von manchen Damen ist heute recht wenig bekannt, wie von der Schuhfabrikantin Emmy Hirsch oder der Gesandtschaftssekretärin Wanda Resetka.
Die Damen des Soroptimistclubs engagierten sich auch immer wieder in sozialen Bereichen, wie beispielsweise 1934 durch Vorträge zugunsten einer Kinderhilfsaktion im Rahmen des Frauennotdienstes sowie in verschiedenen Bereichen für die Förderung der Frauen.
In den Jahren bis zum Zweiten Weltkrieg wuchs die Zahl der Mitglieder auf fast 60 an. Aus der Zeit 1936/1937 ist im Archiv des Soroptimistclub Wien I ein Mitgliedsverzeichnis erhalten. Etliche damals sehr interessante Persönlichkeiten waren Mitglied geworden: Käthe Böhm war 1925 die erste Frau, die an der Technischen Hochschule Wien Maschinenbau und Elektrotechnik studierte. Die nächste Frau absolvierte dieses Studium erst 1939. Jolan Jacobi, eine Psychologin, war geschäftsführende Vizepräsidentin des Kulturbundes. Maria Strauss-Likarz, eine Designerin, unterrichtete als erste Frau an der Kunstgewerbeschule Burg Giebichstein. Agnes Fuchs war der erste weibliche Konsul in Österreich. Sie vertrat die Republik Chile. Manche Damen wurden auch als „Freundin“ geführt, da sie nicht alle Voraussetzungen für ein Vollmitglied erfüllten. Entweder waren sie nicht das ganze Jahr über in Österreich, da sie im Ausland in verantwortungsvoller Position tätig waren, oder ihre Profession war durch eine andere Dame bereits besetzt. Im Mitgliedsverzeichnis aus 1936/37 waren 10 Mitglieder als Freundinnen verzeichnet, darunter die gebürtige Dänin Emmy von Medinger-Harton, die immer wieder karitativ tätig war und in der Zwischenkriegszeit unter anderem Hilfsaufenthalte für über 20.000 Kinder nach Dänemark organisierte, um ihnen durch die Wirtschaftskrise zu helfen.

### Die Kriegsjahre 1938–1945
Eine Zäsur bildete das Jahr 1938. Da viele der Mitglieder jüdischen Hintergrund hatten, bekamen sie Berufsverbot, verließen ihre Heimat, oder es drohte eine Deportation. Da die damaligen Statuten – entsprechend den internationalen Vorgaben – eine Mindestanzahl von 30 berufstätigen, aktiven Mitgliedern vorsahen, konnte diese Voraussetzung nun nicht mehr erfüllt werden. Reguläre Clubtreffen waren damit nicht mehr möglich. Darüber hinaus wurde dem Club im April 1938 behördlicherseits vorgehalten, „schwesterliches Empfinden“ zu verbreiten und eine homosexuelle Vereinigung zu sein. Es wurde daher ihre Auflösung empfohlen. Im Juli 1938 sah sich die damalige Vizepräsidentin, Marianne Beth gezwungen, die vereinsrechtliche Auflösung zu beantragen. Mit dem Aktenschlussblatt vom 19. September 1939 Aktenzahl III-90-635 wurde der Österreichische Soroptimisten-Club behördlich aufgelöst und das Vereinsvermögen eingezogen.
Die Jahre 1938 bis 1945 wurden für die wenigen in Österreich verbliebenen Mitglieder eine schwierige Zeit. Rose Silberer wurde ins KZ Theresienstadt deportiert und im September 1942 ermordet. Hedwig Wahle, eine Mathematikerin, überlebte mit ihrem Mann im Untergrund. Ihre Kinder konnten sie mit einem von den Soroptimistinnen Emma Cadbury und Marianne Beth organisierten Kinder-Flüchtlingstransport der Quaker nach England bringen. Andere Soroptimistinnen, die Rechtsanwältin Ilsa Knapitsch-Jaschke, die erste in Graz promovierte Juristin, und Grete Maria Prutscher, die vor dem Krieg einen Reklameartikel-Vertrieb hatte, unterstützten sie fallweise mit Essensmarken. Suzanne Mercier wurde zu einem Jahr Zuchthaus verurteilt, da sie Juden half, ihr Vermögen ins Ausland zu schaffen.

### Die Jahre nach dem Krieg
Nach dem Krieg waren nur mehr wenige ehemalige Soroptimistinnen in Wien. Grete Maria Prutscher versuchte, den Kontakt zu den noch in Wien lebenden Mitgliedern wiederherzustellen. Ilse Knapitsch-Jaksche beantragte im Oktober 1945 die Reaktivierung des Clubs und die Rückerstattung des Vereinsvermögens. Grete Maria Prutscher wurde die erste Präsidentin des wiedererstandenen Soroptimistclubs Wien, der ab 1947 wieder als solcher im Vereinsregister eingetragen war. Vereinsrechtlich durften nur jene Damen Mitglieder sein, die dies bereits bei der Auflösung des Clubs waren. Erinnerungen eines Mitglieds aus den ersten Jahren nach Ende des Krieges zufolge lebten nur mehr sechs dieser ursprünglichen Mitglieder in Wien. Trotz der schwierigen wirtschaftlichen Lage konnten bald weitere Interessierte gefunden werden. Die ersten Zusammenkünfte fanden in der Wohnung von Anne Maria Prutscher statt, dann folgten Einladungen zu amerikanischen Soroptimistinnen, die als Angehörige amerikanischer Offiziere nach Wien kamen. Durch die Verbindung mit amerikanischen Soroptimistinnen konnten umfangreiche Hilfslieferungen mit getragenem oder auch neuem Gewand, Schuhen und Carepaketen die große Not in Wien etwas lindern. Durch eine Versteigerung der Waren wurden die Unkosten und kleine Dankgeschenke organisiert. Ein Schreiben aus dieser Zeit zeigt, dass auch der Kontakt zu Suzanne Noël, der französischen Gründerin des Clubs aus 1929, gepflegt wurde und die Wieder-Anerkennung als Soroptimistclub International forciert wurde. Die Anerkennung durch die Föderation erfolgte einige Jahre später. 1952 nahm eine Vertreterin des Wiener Soroptimistclubs am Governorsmeeting in Florenz teil, einem Treffen der verschiedenen Unionen der europäischen Föderation.
Mit der Gründung des zweiten österreichischen Clubs im November 1958 in Graz in Anwesenheit der damaligen Schweizer Föderationspräsidentin und zahlreicher italienischer Gäste konnte die Österreichische Union gegründet und am 3. Juli 1960 ins Vereinsregister eingetragen werden. In den ersten zehn Jahren nach der Unionsgründung wurden fünf neue Clubs inauguriert: Salzburg und Linz (1963), Klagenfurt und Wien-Donau (1966), Wels (1968).
Auch in dieser Phase gehörten etliche bekannte Persönlichkeiten den verschiedenen Soroptimistclubs an. Unter anderem waren die Gymnastiklehrerin, Radiomoderatorin und Autorin Ilse Buck und die Film- und Theaterschauspielerin Paula Wessely Soroptimistinnen.

### SIOLOENCE - soroptimistische Initiative gegen Gewalt an Frauen
Seit 2021 engagiert sich die Österreichische Union mit dem Projekt SIOLENCE verstärkt im Kampf gegen Gewalt an Frauen. Der Name SIOLENCE steht sinnbildlich für das Durchbrechen des Schweigens rund um Gewalt an Frauen und Mädchen. Das Fotoprojekt SIOLENCE wurde initiiert von BBDO Wien, der Fotografin Elfie Semotan und Soroptimist International Österreich und visualisiert das Schweigen von Betroffenen geschlechtsspezifischer Gewalt durch eindringliche Foto- und Audiosequenzen. Betroffene sprechen  öffentlich über erlebte Gewalt, Ängste und schmerzliche Erfahrungen. 
Von November 2023 bis Dezember 2024 wurde die Wanderausstellung in allen österreichischen Bundesländern gezeigt. Vom 12. März bis 2. Mai 2025 wurde SIOLENCE im Austrian Cultural Forum New York gezeigt. Die Ausstellung wurde aufgrund der hohen Nachfrage verlängert. 

## Tätigkeit
In den monatlich abgehaltenen Clubtreffen werden Vorträge zu aktuellen Themen organisiert, und es finden ein Know-how-Austausch und Gesprächsrunden statt. Durch verschiedene Fundraising-Aktivitäten, die teilweise in den einzelnen Clubs, teils clubübergreifend organisiert werden, werden verschiedene soziale Projekte unterstützt. Ein besonderer Fokus auf die Lage der Mädchen und Frauen zeichnet diese Projekte aus.
Getreu dem Anspruch, „a global voice for women“ zu sein, verfolgen die soroptimistischen Projekte die Ziele:
- Frauen und Mädchen einen ungehinderten Zugang zu Bildung und Ausbildung sowie deren Qualifizierung für Leitungsaufgaben zu ermöglichen
- Frauen eine wirtschaftliche Unabhängigkeit und dauerhafte Beschäftigungsmöglichkeiten zu garantieren
- Eine aktive Mitwirkung von Frauen bei der Lösung von Konflikten zu erwirken
- Einen sicheren Zugang zu ausreichender Ernährung und Trinkwasser ebenso wie bestmögliche medizinische Versorgung zu gewährleisten
- Bei der Beseitigung der Folgen von Klimawandel und Umweltkatastrophen unter der besonderen Berücksichtigung der Bedürfnisse von Frauen und Mädchen zu unterstützen
- Die Verhinderung jeglicher Gewalt an Frauen und Mädchen. In diesem Zusammenhang finden jährlich weltweit große Aktionen gegen Gewalt an Frauen und Mädchen statt. Im Zeitraum von 25. November (Int. Tag gegen Gewalt an Frauen) bis 10. Dezember (Int. Tag der Menschenrechte) wurden von der UNO die „16 Tage gegen Gewalt an Frauen“ ausgerufen. UN Women organisiert gemeinsam mit der österreichischen Union seit einigen Jahren verschiedenste Aktivitäten österreichweit und in den einzelnen Clubs zur zusätzlichen Bewusstmachung der Problematik von Gewalt an Frauen und Mädchen. So erstrahlen beispielsweise im Rahmen von „Orange the world“ wichtige Gebäude in orangem Licht zur Mahnung und Erinnerung an diese noch immer bestehende Problematik.

Hilfsprojekte werden nicht nur im eigenen Land finanziert, sondern auch ausländische Aktivitäten, wo Frauen und Mädchen besondere Hilfen benötigen. Soroptimist International legt den Focus speziell auf Aus- und Weiterbildung und Gleichstellung der Geschlechter. Dies entspricht den Zielen Nr. 4 und 5 der 17 Ziele der Vereinten Nationen für nachhaltige Entwicklung zur Förderung nachhaltigen Friedens und Wohlstandes und dem Schutz unseres Planeten.
Andere Aktivitäten und Projekte dienen auch der Förderung des Kontakts und der Verständigung zwischen den Soroptimistinnen verschiedener Länder.
Diese Ziele erreichen wir durch AWARENESS – ADVOCACY – ACTION (Bewusstmachen – Bekennen (Eintreten für die Sache) – Umsetzen).
Die Mitglieder von SI unterstützen aber nicht nur mit finanziellen Mitteln, sondern leisten auch persönlichen Einsatz bei der Umsetzung von Projekten.

## Soroptimist-Clubs in Österreich
Derzeit (2024) gibt es in Österreich rund 60 Clubs und 4 Juvenilia-Clubs mit ca. 1.800 Mitgliedern, die in der Österreichischen Union zusammengeschlossen sind.

### Soroptimist-Clubs
- Wien I, gegründet 1929
- Graz, gegründet 1958
- Salzburg, gegründet 1963
- Linz I, gegründet 1963
- Klagenfurt, gegründet 1966
- Wien-Donau, gegründet 1966
- Wels, gegründet 1970
- Eisenstadt, gegründet 1970
- Wien-Belvedere, gegründet 1970
- Leoben, gegründet 1975
- Pannonia Oberpullendorf, gegründet 1976
- Bruck/Mur, gegründet 1977
- Kitzbühel, gegründet 1979
- Innsbruck, gegründet 1984
- Spittal an der Drau, gegründet 1985
- Villach, gegründet 1986
- Waldviertel-Schrems, gegründet 1986
- Hermagor, gegründet 1988
- Kärnten Unterland Völkermarkt, gegründet 1989
- Lienz/Osttirol, gegründet 1989
- Bregenz/Rheintal, gegründet 1990
- Bad Ischl, gegründet 1990
- Linz-Fidentia, gegründet 1992
- Wiener Neustadt-Maria Theresia, gegründet 1993
- Kufstein, gegründet 1994
- Krems-Fidelitas, gegründet 1994
- Lavant/Wolfsberg, gegründet 1995
- Steyr, gegründet 1997
- Lungau Tamsweg, gegründet 2000
- St.Veit a.d.Glan, gegründet 2001
- Südburgenland Stegersbach, gegründet 2002
- Traunsee, gegründet 2002
- St. Pölten Allegria, gegründet 2002
- Stockerau, gegründet 2003
- Murau, gegründet 2003
- Linz Lentos, gegründet 2004
- Deutschlandsberg, gegründet 2004
- Telfs, gegründet 2004
- Zell am See, gegründet 2004
- Leibnitz, gegründet 2004
- Dornbirn, gegründet 2005
- Eferding, gegründet 2005
- Wien-Ringstraße, gegründet 2006
- Wien Vivata, gegründet 2006
- Steirisches Ennstal – Gröbming, gegründet 2007
- Ried – Innviertel, gegründet 2007
- Salzburg Papagena, gegründet 2008
- Melk Colomania, gegründet 2009
- Windischgarsten Kremstal, gegründet 2009
- Salzburg Nova, gegründet 2009
- Rohrbacherland, gegründet 2010
- Goldes-Südsteiermark, gegründet 2011
- Feldkirchen-Kärnten, gegründet 2011
- Klosterneuburg, gegründet 2012
- Graz Rubin, gegründet 2014
- Mödling, gegründet 2015
- Fürstenfeld AquVin, gegründet 2017
- Wörthersee-Pörtschach, gegründet 2017
- Grieskirchen, gegründet 2017
- Attersee 2021
- Feldkirch Montfort 2022[23]

### Juvenilia
- Linz, gegründet 2006
- Wien, gegründet 2011
- Südburgenland, gegründet 2015
- Innsbruck, gegründet 2019

## Aufbau
Die deutschsprachigen Clubmitglieder treffen einander alle zwei Jahre zu einem Freundschaftstreffen mit verschiedenen gesellschaftspolitischen Schwerpunkten, abwechselnd in Österreich, Deutschland und der Schweiz mit Vorträgen.
Darüber hinaus treffen einander weibliche Jugendliche, die ebenfalls die Werte und Ziele des Soroptimismus unterstützen, in den vier Juvenilia-Clubs. Der erste Juvenilia-Club wurde 2006 in Linz gegründet.
Eine Funktionsperiode von Repräsentantinnen, Präsidentinnen und Vorstandsmitgliedern dauert 2 Jahre. Die Präsidentin der österreichischen Union 2023–2024 ist Petra Werkovits. Die Präsidentin der österreichischen Union 2020–2022 war Eliette Thurn. Sie hat das Programm "Road to Equality" für Frauen entwickelt, damit werden thematisiert: Gewalt, Finanzen, Wohnen und Gesundheit.
Österreich hat drei Repräsentantinnen bei der UNO in Wien, eine Vertreterin bei OSZE (Organisation für Sicherheit und Zusammenarbeit Europas), zwei Sonderbeauftragte, eine für den österreichischen Frauenring und eine für „Orange the World“.
Das SI Journal Austria erscheint vierteljährlich in Print und online (Stand 2024).

## Förderpreise und Stipendien
Von der Österreichischen Union werden verschiedene Preise und Stipendien ausgeschrieben.
Dr. Eveline Wunder Gedächtnisstipendium
Dieses Stipendium wird durch SI Österreichische Union alle zwei Jahre im Gedenken an die Clubschwester und Juristin Eveline Wunder (1935 – 2007) ausgeschrieben. Es richtet sich an Frauen, die in ihrem Beruf andere Frauen unterstützen wollen und finanziert ihnen eine Weiterbildung. Die Ausschreibung erfolgt jeweils im Frühjahr, die Entscheidung über die Vergabe Ende Juli.
Soroptimist Preis und die Trophäe der Österreichischen Union
Der Soroptimist Preis und die Trophäe der Österreichischen Union ist dotiert mit € 7.000,-. Mit der Vergabe wird eine verdiente Persönlichkeit ausgezeichnet, die – im Sinne der Ziele von SOROPTIMIST INTERNATIONAL – über Jahre hinweg außerordentliche und couragierte Leistungen an der Gesellschaft erbringt und erbracht hat. Er wird für hervorragende Leistungen im sozialen Bereich, im Bereich der Umwelt, der Erziehung und Kultur, der Menschenrechte und Verbesserung des Status der Frau sowie für internationale „Good-Will“ Projekte im Sinne der Verständigung, der Zusammenarbeit und des Friedens vergeben. Das Preisgeld muss zweckgebunden für ein von der Preisträgerin bzw. dem Preisträger durchgeführtes Projekt verwendet werden.
Bisherige Preisträgerinnen:
- 2008: Marianne Graf – „Albanien – Austria-Partnerschaft“
- 2010: Maria Hengstberger – „Aktion Regen“ – Geburtenkontrolle und Prävention von HIV / AIDS in Entwicklungsländern
- 2012: Helga Hämmerle – „Cartable Soroptimist“ – Mali
- 2016: Heidrun Konrad – „Abenteuer Lesen“ Leselernhilfe im Bezirk Spittal/Drau
- 2018: Luzia Artmüller – „Mission:possible – Wege für Mädchen“
- 2018: Irene Promussas – „Lobby4kids“ – Kinder mit chronischen Erkrankungen und besonderen Bedürfnissen
- 2020: Gabriele Steiner – Sanierung Frauenhaus Bezirk Mödling und privates Waisenhaus in Uromi/Nigeria
- 2024: Dr.in Prof.in Katrin Feldermann - Haus für therapeutische, pädagogische und bürokratische Unterstützung in Peru